# Corazón de neón
«Corazón de neón» es una canción con letra de Joaquín Sabina e interpretada por la banda Orquesta Mondragón, que la incluyó en su LP Ellos las prefieren gordas.

## Descripción
Se trata de una crítica feroz a la vida urbana contemporánea, que describe como cárcel, veneno de la ansiedad o mapa de la soledad.
La canción fue número uno de la lista de Los 40 Principales la semana del 20 de junio de 1987.

## Versiones
En 1990, Sandra Mihanovich y Celeste Carballo incluyeron el tema en su álbum Mujer contra mujer.
El autor de la letra ha interpretado el tema, a dúo con el argentino Andrés Calamaro.
En 2008, Javier Gurruchaga grabó la canción con la mexicana Alejandra Guzmán.
El Sevilla interpretó el tema en el talent show Tu cara me suena en 2015.

## Ciudades mencionadas
En el tema se mencionan las siguientes ciudades:
- Barcelona
- Moscú
- Casablanca
- Bruselas
- Manila
- Roma
- Tokio
- Los Ángeles
- Nápoles
- Londres
- Berlín
- Nueva York
- Estocolmo
- San Sebastián
- México
- Río de Janeiro
- Tánger
- París
- Nueva Delhi
- Caracas
- El Cairo
- Varsovia
- Madrid

## Posicionamiento en listas
| País   | Lista              | Mejor posición |
| ------ | ------------------ | -------------- |
| España | Los 40 principales | 1              |